# Manuela Brečko
Manuella Brečko (poročena Emanuela Hvala), znana pod imenom Manu (prej ManuElla), slovenska pevka in avtorica, * 31. januar 1989, Celje.

## Življenjepis in glasbena pot
Pri šestih letih je pričela igrati klavirsko harmoniko, pri devetih bas kitaro in se učila solo petja. Pri dvanajstih je pričela igrati v glasbeni skupini, s katero je nastopala 6 let. Kot 16-letnica je nastopila v 2. sezoni Bitke talentov. Uspeh je imela tudi v Misiji Evroviziji (2011), izboru slovenskega predstavnika na Pesmi Evrovizije v Bakuju, kjer se ji je uspelo prebiti do polfinala.
Po maturi na Srednji šoli za strojništvo, mehatroniko in medije v Celju je leta 2012 diplomirala na ljubljanski Fakulteti za elektrotehniko iz produkcije v snemalnem studiu. V istem letu je posnela duet s StereoTipi (»Raztrgaj me nežno«). Njena prva samostojna skladba »Il futuro«, ki je nastala v sodelovanju z avtorjem Kevinom Koradinom iz skupine Tide in nizozemskim producentom Cliffordom Goilom, besedilo zanjo pa je napisala sama, je izšla januarja 2013. Istega leta je sodelovala na Slovenski popevki (»Zadnji ples«, 5. mesto) in z Matjažem Jelenom posnela duet »Barve«, ki je izšel na njegovem albumu Nov dan.
Leta 2015 je bila povabljena na RetrOpatijski festival (retrospektivo opatijskega festivala), na katerem je, kot edina slovenska izvajalka, zapela popevko »Vozi me vlak v daljave«.
27. februarja 2016 je s skladbo »Blue and Red«, ki jo je ustvarila skupaj z Marjanom Hvalo, besedilo pa je napisal Leon Oblak, zmagala na Emi. Na Evroviziji 2016 je v drugem polfinalnem večeru osvojila 14. mesto. Konec leta 2016 sta se s Hvalo preselila v Stockholm na Švedsko. Dve leti po zmagi se je vrnila na Emin oder, a se ji s pesmijo »Glas« (»The Sound« v angleški različici) ni uspelo uvrstiti v finale.
Avgusta 2019 sta se s Hvalo poročila, Brečko pa se je preimenovala v Emanuelo Hvala. Preselila sta se nazaj v Slovenijo.
Marca 2020 je objavila prvo pesem pod novim umetniškim imenom Manu, »Only Love«. Decembra 2022 je izdala svoj prvi album Sunrise.

## Diskografija
Albumi
- 2022: Sunrise

| Leto | Album   | Skladbe |
| ---- | ------- | --- |
| 2022 | Sunrise | - Sunrise - All That Matters - Skin - We Are Angels (Manu, Eric Bazilian) - Sign Of The Times - Make Like An Angel - God Closed Her Eyes - Naj Naj Naj - Forever Flow - Love Is All - Where There's Love - Let It Flow (Manu, Janja Brlec) - Only Love (Bonus track) |

Singli
| Leto     | Naslov                                                | Album   |
| -------- | ----------------------------------------------------- | ------- |
| 2012     | Raztrgaj me nežno (s StereoTipi)                      |         |
| 2013     | Il futuro (Koradin/Brechko/Goilo)                     |         |
| 2013     | V tvojem ognju (Inferno) (Hvala/Brechko/Melanšek)     |         |
| 2013     | Zadnji ples (Slovenska popevka 2013) (Hvala/Melanšek) |         |
| 2014     | Silent Night                                          |         |
| 2016     | Blue and Red (EMA 2016) (Brechko/Hvala/Oblak)         |         |
| 2017     | Salvation (Brechko/Hvala/Keuc)                        |         |
| 2018     | Glas/The Sound (EMA 2018) (Evans/Eriksson)            |         |
| Kot Manu |                                                       |         |
| 2020     | Only Love                                             | Sunrise |
| 2020     | Forever Flow                                          | Sunrise |
| 2021     | Popotniki                                             | —       |
| 2022     | All That Matters                                      | Sunrise |
| 2022     | Sunrise                                               | Sunrise |
| 2023     | Čas je zdaj (Miha & Manu Hvala)                       | —       |
| 2024     | Jaz sem ti (Heya no heya)                             |         |

## Nastopi na glasbenih festivalih
Slovenska popevka
- 2013: Zadnji ples (Marjan Hvala/Iztok Melanšek/Boštjan Grabnar) - 5. mesto

EMA
- 2016: Blue and Red (Manuella Brechko, Marjan Hvala/Leon Oblak/Marjan Hvala) - 1. mesto (3.865 glasov)
- 2018: Glas (Lauren Evans, Mike Eriksson/Leon Oblak/Mike Eriksson) (12. mesto v predizboru)

Pesem Evrovizije
- 2016: Blue and Red (Manuella Brechko, Marjan Hvala/Leon Oblak/Marjan Hvala) (14. mesto v polfinalu)

Melodije morja in sonca
- 2024: Jaz sem ti (Heya no heya) (Manu Hvala/Manu Hvala) - 6. mesto (18 točk)

## Samostojni koncerti
- Koncert hvaležnosti za 2024 (Višja vibracija, 29. december 2024)